# Mark Medlock

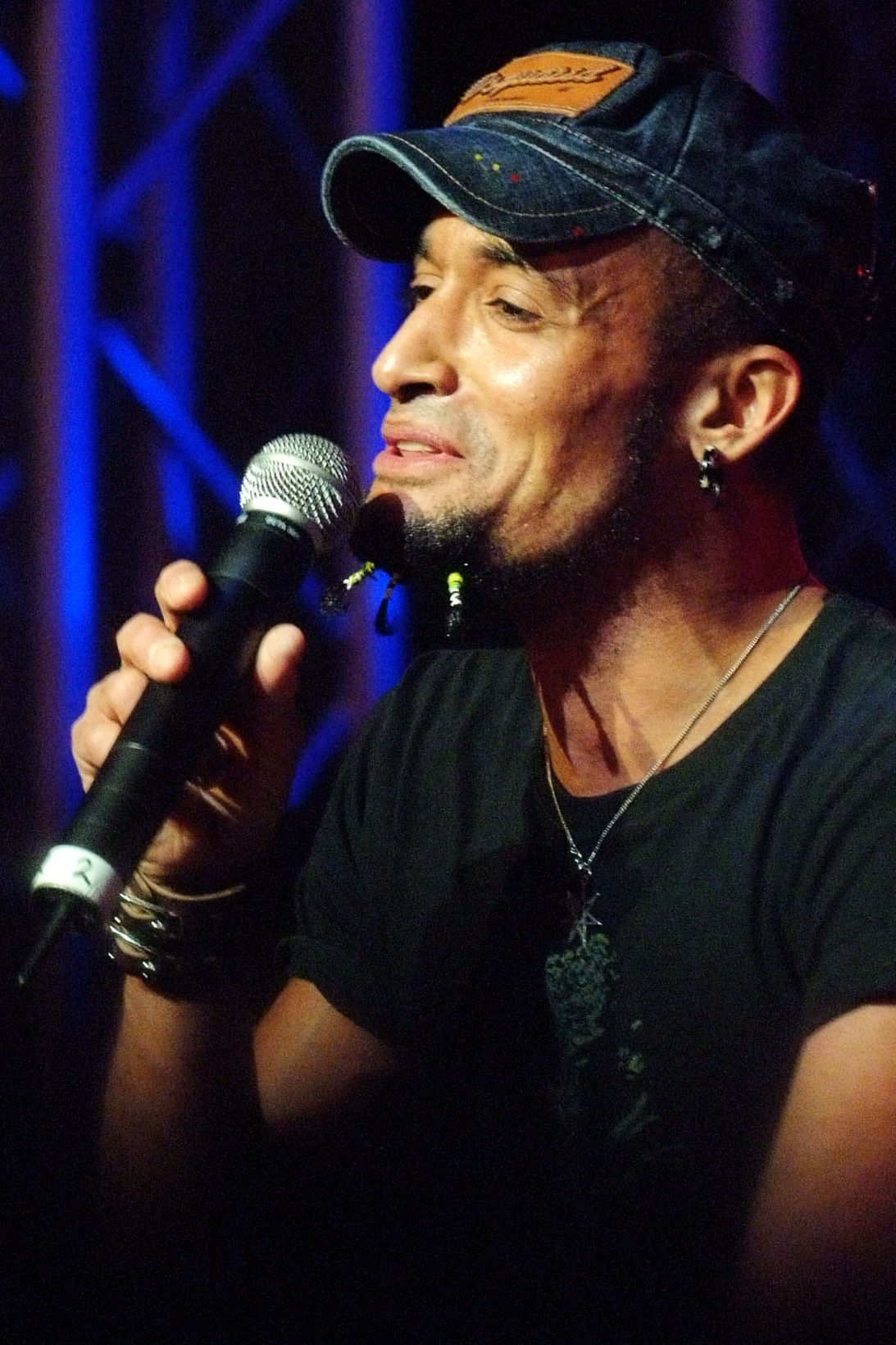
Mark Medlock (2009)

Mark Leon Medlock (* 9. Juli 1978 in Frankfurt am Main) ist ein ehemaliger deutscher Popsänger und Soul-Pop-Künstler. Bekannt wurde er als Gewinner der vierten Staffel der Castingshow Deutschland sucht den Superstar (kurz: DSDS), die von Januar bis Mai 2007 von dem privaten Fernsehsender RTL ausgestrahlt wurde.
In seiner Karriere verkaufte Medlock mehr als drei Millionen Tonträger, gewann den Echo sowie zahlreiche weitere Musikpreise und wurde mehrfach mit Gold und Platin ausgezeichnet.

## Leben und Werke

### Kindheit und Ausbildung

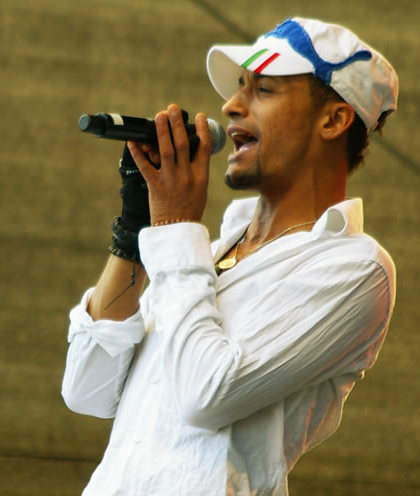
U2-Eröffnung in Wien, 2008

Mark Medlock wurde 1978 in Frankfurt am Main als Sohn des aus dem US-Bundesstaat Georgia stammenden Afroamerikaners Larry Medlock und dessen deutscher Ehefrau Monika geboren. Er wuchs ab 1986 gemeinsam mit seinem Bruder Larry in der Offenbacher Lohwaldsiedlung auf, ehe er 1997 mit seiner Familie in den Stadtteil Lauterborn umzog. Sein Gesangstalent wurde ab dem sechsten Lebensjahr von seinem Vater gefördert, der sich dem Gospelgesang gewidmet hatte. Seither nennt Medlock Soullegenden wie Barry White oder James Brown als seine Vorbilder.
Seinen Lebensunterhalt bestritt Mark Medlock durch wechselnde Anstellungen: etwa als Pflegehelfer, in einer Gärtnerei, einer Hotelküche sowie bei der Müllabfuhr.
Der Sänger geht offen mit seiner Homosexualität um. Von 2001 bis 2004 lebte er in einer eingetragenen Lebenspartnerschaft. Zu seinen Hobbys zählt neben dem Singen die Malerei.

### Kommerzieller Erfolg durch DSDS

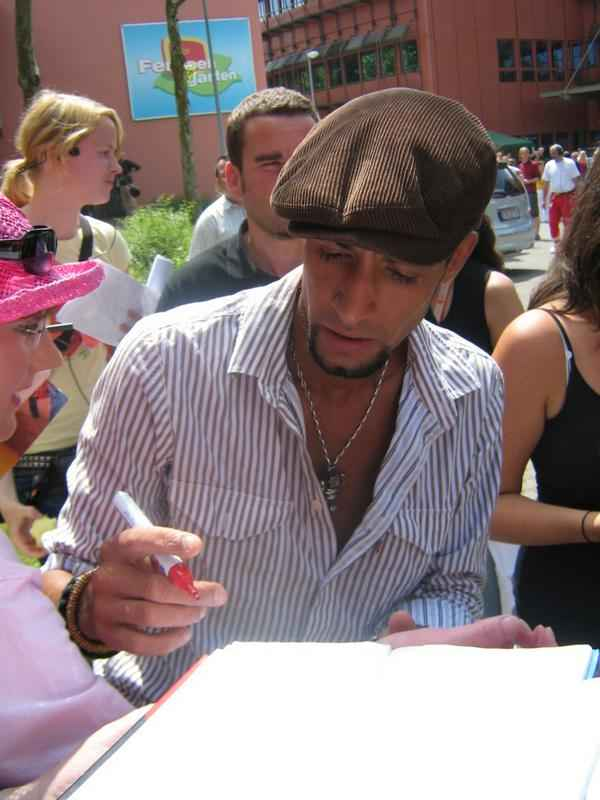
ZDF-Fernsehgarten 2008

Im Herbst 2006 nahm Mark Medlock an den Castings für die Talentshow Deutschland sucht den Superstar des Fernsehsenders RTL teil. Am 9. September 2006 beim Casting in Wiesbaden gelang es ihm mit Otis Reddings (Sittin’ on) the Dock of the Bay und Führ mich ans Licht von Xavier Naidoo vor der Jury, bestehend aus Dieter Bohlen, Heinz Henn und Anja Lukaseder, sein Talent unter Beweis zu stellen. Nach dem Recall in Berlin und den Top-20-Shows, die Medlock mit Easy von The Commodores und Ain’t No Sunshine von Bill Withers bestritt, gelangte er in die Mottoshows, in denen er nahezu ausschließlich sein Soulrepertoire zum Besten gab. Im Finale von Deutschland sucht den Superstar am 5. Mai 2007, der neunten Mottoshow, entschied er die telefonische Zuschauerabstimmung mit 78,02 Prozent der Anrufe für sich und besiegte seinen Kontrahenten Martin Stosch aus dem bayerischen Postau mit Louis Armstrongs What a Wonderful World, Lionel Richies bereits vorher interpretiertem Stück Easy und dem von Dieter Bohlen geschriebenen Titel Now or Never.
Der Siegertitel wurde am 11. Mai 2007 als Single veröffentlicht, die mit 160.000 CD-Verkäufen auf Anhieb Platz 1 der deutschen Musikcharts belegte. Es folgten unter anderem Auftritte in der RTL-Unterhaltungsshow Let’s Dance und bei The Dome 42 sowie ab 15. Juni das Album Mr. Lonely. Zuvor hatte Medlock mit den übrigen neun Teilnehmern der DSDS-Mottoshows den Sampler Power of Love aufgenommen, auf dem er den Titel Endless Love von Lionel Richie und Diana Ross sowie gemeinsam mit den übrigen Kandidaten Harold Melvins If You Don’t Know Me By Now interpretiert hatte. Das Album wurde im März 2007 veröffentlicht und kletterte bis auf Platz 3 der deutschen Albumcharts. Medlock und Bohlen gingen außerdem gelegentlich gemeinsam auf die Bühne, so in der ZDF-Sendung „Wetten, dass..?“ am 23. Juni 2007.
Mark Medlock galt bereits im Vorfeld des DSDS-Finales als Favorit. Der Protegé von Dieter Bohlen hatte während der Castingshow neben seiner Soulstimme, seiner als locker und lässig empfundenen Art und ausgefallenen Frisurenkreationen auch durch intime Details aus seinem Privatleben für Schlagzeilen in der Boulevardpresse gesorgt, angefangen bei seinen ersten sexuellen Erfahrungen, über die gescheiterte Beziehung zu seinem Ehemann und Zusammenbrüche während der Show bis hin zu den psychischen Belastungen nach dem Tod seiner Eltern. Daraufhin wurde der beim Plattenlabel Sony BMG unter Vertrag stehende Sänger von der Süddeutschen Zeitung als „der Prototyp eines Stars“ gesehen. Die Produktionsfirma und die Medien nutzten diese Schicksalsschläge, um Medlocks Teilnahme an DSDS als letzte Chance hochzustilisieren, seinem Leben eine positive Wendung geben zu können. Zu jener Zeit ging er keiner geregelten Arbeit nach und hatte sich zudem mit 6.000 Euro verschuldet.
Nach dem Sieg bei Deutschland sucht den Superstar zog Mark Medlock zunächst von Offenbach nach Berlin. In den Sendungen rund um die Castingshow hatte der Hesse seine Heimatstadt als Ghetto und trauriges Städtchen bezeichnet. Abgesehen von den Sozialarbeitern im örtlichen Jugendzentrum Sandgasse, die ihn auch während Deutschland sucht den Superstar betreuten, habe ihm Offenbach aufgrund seiner sozialen Herkunft und sexuellen Orientierung jede Unterstützung verweigert. Die Stadtverwaltung dementierte das.

#### Auftritte bei „Deutschland sucht den Superstar“
| Top-20-Show                             | Lied                                                            | Originalinterpret          | Anrufer in Prozent       |
| --------------------------------------- | --------------------------------------------------------------- | -------------------------- | ------------------------ |
| 1. Top-20-Show                          | Easy                                                            | Lionel Richie              | 41,25 % (Platz 1 von 9)  |
| 2. Top-20-Show                          | Ain’t No Sunshine                                               | Bill Withers               | 33,23 % (Platz 1 von 7)  |
| Mottoshow                               | Lied                                                            | Originalinterpret          | Anrufer in Prozent       |
| Greatest Hits                           | Hello                                                           | Lionel Richie              | 25,85 % (Platz 1 von 10) |
| Hits der 80er und 90er                  | Unchain My Heart                                                | Joe Cocker                 | 30,77 % (Platz 1 von 9)  |
| Power of Love                           | Endless Love                                                    | Lionel Richie & Diana Ross | 30,43 % (Platz 1 von 8)  |
| Hits von Heute                          | You Give Me Something                                           | James Morrison             | 31,64 % (Platz 1 von 7)  |
| Big Band                                | Unforgettable                                                   | Nat King Cole              | 34,62 % (Platz 1 von 6)  |
| Die größten Diven und Helden der Musik  | I Heard It Through the Grapevine                                | Marvin Gaye                | 36,06 % (Platz 1 von 5)  |
| Die größten Diven und Helden der Musik  | Three Times a Lady                                              | Lionel Richie              | 36,06 % (Platz 1 von 5)  |
| Hits der 70er, Disco und Dedicated to … | You’re My First, My Last, My Everything                         | Barry White                | 48,13 % (Platz 1 von 4)  |
| Hits der 70er, Disco und Dedicated to … | Stand by Me                                                     | Ben E. King                | 48,13 % (Platz 1 von 4)  |
| Songs der Jury                          | You Can Leave Your Hat on (ausgewählt von Heinz Henn)           | Joe Cocker                 | 59,00 % (Platz 1 von 3)  |
| Songs der Jury                          | My Girl (ausgewählt von Anja Lukaseder)                         | The Temptations            | 59,00 % (Platz 1 von 3)  |
| Songs der Jury                          | (Sittin’ on) The Dock of the Bay (ausgewählt von Dieter Bohlen) | Otis Redding               | 59,00 % (Platz 1 von 3)  |
| Finale                                  | What a Wonderful World                                          | Louis Armstrong            | 78,02 % (Platz 1 von 2)  |
| Finale                                  | Easy                                                            | The Commodores             | 78,02 % (Platz 1 von 2)  |
| Finale                                  | Now or Never                                                    | Mark Medlock               | 78,02 % (Platz 1 von 2)  |

### Zusammenarbeit mit Dieter Bohlen

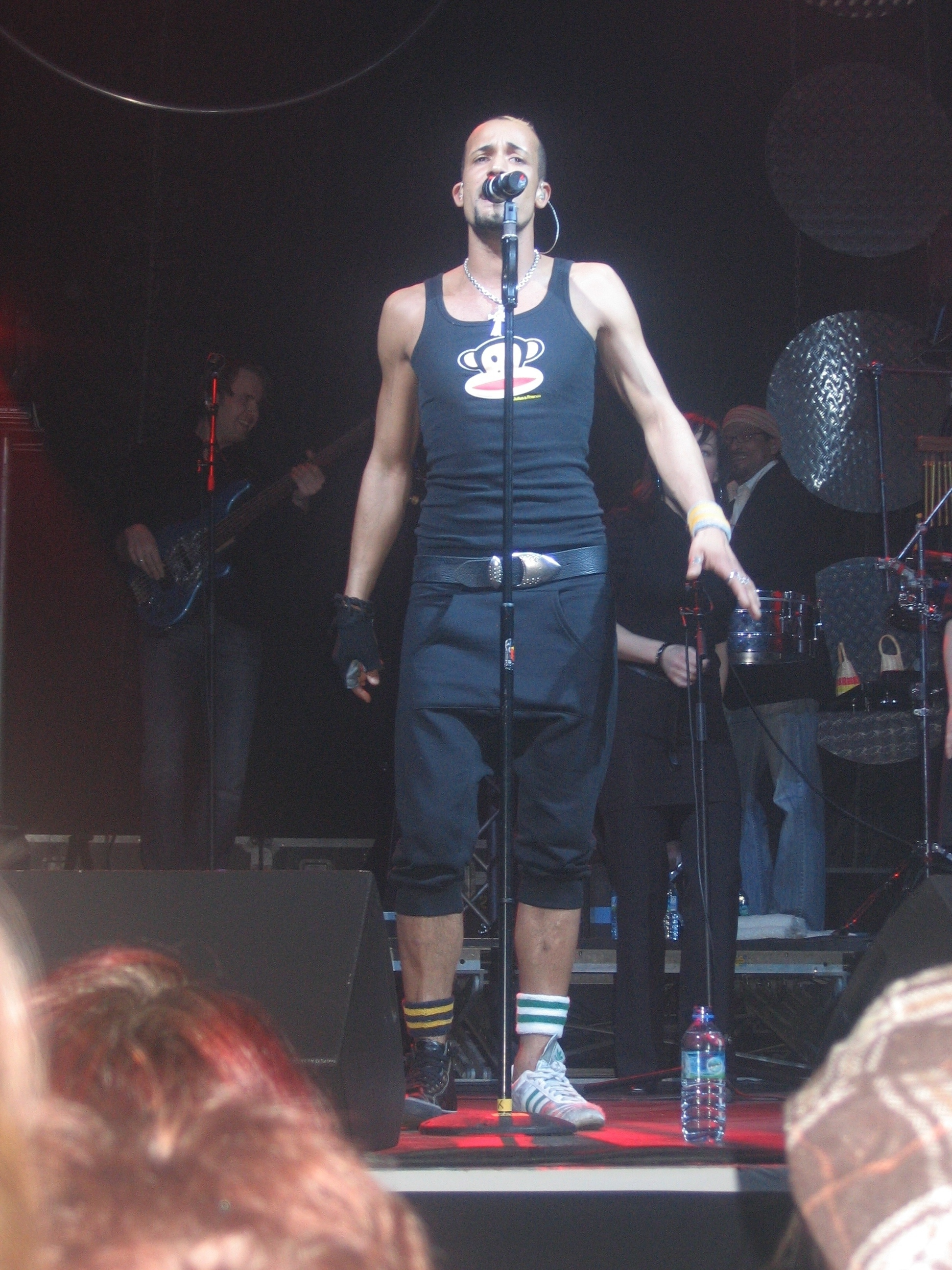
Köln 2008

Bereits im Sommer 2007 nahm Medlock mit seinem Produzenten Dieter Bohlen Songs für sein zweites Album auf. Es wurde am 9. November 2007 veröffentlicht und trägt den Titel Dreamcatcher. Mit dem Album konnten sich Medlock und Bohlen auf Platz 2 der deutschen Albumcharts platzieren. Zudem erreichte das Album Gold-Status und später Platin.
Das Album brachte nur die Singleauskopplung Unbelievable als Duett mit Bohlen hervor. Unbelievable erschien am 26. Oktober 2007 und wurde bereits vorab in der RTL-Castingshow Das Supertalent vorgestellt. Im selben Monat veröffentlichte Medlock seine Autobiografie Ehrlich, in der er seinen Aufstieg vom Hartz-IV-Empfänger zum Fernsehstar nachzeichnet. Das Buch konnte sich bis Mitte November in den Bestseller-Listen halten.
Vom 2. Februar 2008 bis 5. April 2008 tourte Medlock mit der Dreamcatcher Tour 2008 durch 28 Städte in Deutschland, Österreich und der Schweiz. Sein Dreamcatcher-Konzert in Offenbach (30. März 2008, Stadthalle Offenbach) wurde aufgezeichnet und als DVD am 8. August 2008 auf den Markt gebracht.

### Karriere als Solokünstler
Am 2. Mai 2008 erschien seine Single Summer Love, die sich drei Wochen an der Spitze der deutschen Singlecharts platzieren konnte. Das Album Cloud Dancer folgte am 30. Mai 2008. Es stieg auf Platz zwei in den deutschen Album-Charts ein.
Im Herbst 2008 saß Mark Medlock zusammen mit Sandy Mölling und Joachim Llambi in der Jury der RTL-Show Die singende Firma.
Vom Dezember 2008 bis Februar 2009 war Mark Medlock auf seiner zweiten Tour (Clouddancer-Tour), auf der er sein Album Cloud Dancer mit seiner Single Summer Love präsentierte.
Im Mai 2009 erschien Medlocks Album Club Tropicana; es erreichte Platz drei der deutschen Album-Charts. Die Singleauskopplung Mamacita erschien bereits am 24. April 2009 und stieg auf Platz zwei der deutschen Single-Charts ein. Im September 2009 wurde die Single Baby Blue veröffentlicht, sie erreichte Platz 4 in den Single-Charts.
In der Boulevardpresse wurde 2009 über den Cluster-Kopfschmerz von Mark Medlock berichtet.
Im November 2009 war der Soul-Pop-Künstler auf deutschlandweiter Club Tropicana Tour.
Am 9. April 2010 erschien seine Single Real Love, die auf Platz 2 der deutschen Singlecharts einstieg. Am 30. April folgte das dazugehörige Album Rainbow’s End, das Platz 3 der Albumcharts erreichte.
Ebenfalls Platz 2 bei den Singles erreichte das am 21. Mai veröffentlichte Sweat (A La La La La Long), eine Coverversion des Hits von Inner Circle, die Medlock zusammen mit dem DSDS-Gewinner 2010 Mehrzad Marashi aufgenommen hat. Die nachfolgende Single Maria Maria folgte am 6. August und schaffte es als erste Single nicht in die deutschen Top Ten.
Im Oktober 2010 war Mark Medlock auf deutschlandweiter Rainbow’s End-Tour.
Im September 2011 gab Dieter Bohlen, der bis dato alle Alben von Medlock produziert hatte, bekannt, ihre Zusammenarbeit freundschaftlich beendet zu haben. Grund dafür sei Medlocks Wunsch, sich musikalisch weiterzuentwickeln.
Am 14. Oktober 2011 erschien die Single The Other Side of Broken. Am 21. Oktober 2011 erschien das Soulcoveralbum My World, produziert von Wolfgang Dalheimer und Nik Hafemann. Das Album erreichte in Deutschland Platz 22, die Single The Other Side of Broken kam auf Platz 55.

### Neues Management, neuer Wohnort
Zur Jahreswende 2011/12 zog Medlock von Köln-Worringen zu seiner neuen Managerin Cornelia Reckert nach Sylt-Westerland um.
Vom 28. Februar bis zum 24. März 2012 war Mark Medlock auf seiner My-World-Tour und vom 8. bis zum 14. Dezember 2012 mit seinem My World – Live & Acoustic Set in Deutschland unterwegs. Zuvor hatte er im Sommer 2012 zum ersten Mal seinen Rücktritt aus dem Showbusiness verkündet.

### Black Feather Records
Entgegen dem angekündigten Rücktritt gründete Mark Medlock zusammen mit seinem Management 2013 sein eigenes Plattenlabel Black Feather Records, um unabhängig von großen Plattenfirmen seine Musik zu produzieren.
Am 25. Januar 2013 erschien Medlocks Single Car Wash, welche keinen Einstieg in die Charts verzeichnen konnte. Im März 2013 folgte ein eigenes Unisex-Parfüm Black Feather. Die Single sowie das Parfüm wurden über Medlocks Label produziert.
Im April 2013 verkündete Medlock zum zweiten Mal das Ende seiner Musikkarriere und zog das für Mai 2013 angekündigte Album Voices zurück. Medlock gab am 30. April sein Abschiedskonzert auf Sylt.

### Im Nebelund Rückzug aus der Öffentlichkeit
Nachdem Medlock seinen zweiten Abschied von der Bühne verkündet hatte, veröffentlichte er sein siebtes Album Im Nebel, das als sein Abschiedsalbum angekündigt wurde und am 30. Mai 2014 über sein Label erschien. Es ist Medlocks erstes Album, das er komplett getextet, komponiert und produziert hat. Das Album enthält deutsche und englische Lieder.
Am 12. Juli 2015 gab Medlock vor ausgewählten Gästen ein Konzert im Cherifs Restaurant in Westerland. Das Konzert war Medlocks erster Auftritt nach seinem Abschiedskonzert im April 2013. Seitdem zog sich Medlock komplett aus der Öffentlichkeit zurück und lebt als Privatier auf Sylt.
Im März 2017 erschien sein neues Album Zwischenwelten. Im selben Jahr kehrte Medlock im Mai einmalig auf die Bühne zurück und sang in einer Dieter-Bohlen-Show ein Medley aus seinen von Bohlen produzierten Liedern. Im September 2017 veröffentlichte Medlock den Song In Love with a Ghost. Am 20. Oktober desselben Jahres erschien Medlocks Single When the Rain Comes; der Song sowie das dazugehörige Video wurden komplett von Medlock selbst produziert.
Im März 2020 gab Medlock ein kleines Konzert auf Sylt, bei dem er sein Comeback ankündigte. Marks Management ruderte jedoch zurück und verwies auf euphorische Aussagen des Sängers, die nicht mit einem Comeback assoziiert werden sollten. Im Februar 2021 ließ der Ex-DSDS-Sieger mit dem Song Long time von sich hören, zog sich nach dessen Publikation aber rasch wieder aus der Öffentlichkeit zurück.

## Diskografie
Studioalben

| Jahr | Titel          | Höchstplatzierung, Gesamtwochen, AuszeichnungChartplatzierungen (Jahr, Titel, Platzierungen, Wochen, Auszeichnungen, Anmerkungen) | Höchstplatzierung, Gesamtwochen, AuszeichnungChartplatzierungen (Jahr, Titel, Platzierungen, Wochen, Auszeichnungen, Anmerkungen) | Höchstplatzierung, Gesamtwochen, AuszeichnungChartplatzierungen (Jahr, Titel, Platzierungen, Wochen, Auszeichnungen, Anmerkungen) | Anmerkungen                                                                   |
| Jahr | Titel          | DE | AT | CH | Anmerkungen                                                                   |
| ---- | -------------- | --- | --- | --- | ----------------------------------------------------------------------------- |
| 2007 | Mr. Lonely     | DE1 Platin · (18 Wo.)DE | AT2 Gold · (13 Wo.)AT | CH2 Gold · (14 Wo.)CH | Erstveröffentlichung: 15. Juni 2007 Verkäufe: + 225.000                       |
| 2007 | Dreamcatcher   | DE2 Platin · (26 Wo.)DE | AT6 (9 Wo.)AT | CH14 (8 Wo.)CH | Erstveröffentlichung: 9. November 2007 Verkäufe: + 200.000; mit Dieter Bohlen |
| 2008 | Cloud Dancer   | DE2 Gold · (14 Wo.)DE | AT6 (8 Wo.)AT | CH11 (7 Wo.)CH | Erstveröffentlichung: 30. Mai 2008 Verkäufe: + 100.000                        |
| 2009 | Club Tropicana | DE3 Gold · (18 Wo.)DE | AT7 (13 Wo.)AT | CH15 (8 Wo.)CH | Erstveröffentlichung: 22. Mai 2009 Verkäufe: + 100.000                        |
| 2010 | Rainbow’s End  | DE3 (18 Wo.)DE | AT7 (6 Wo.)AT | CH27 (5 Wo.)CH | Erstveröffentlichung: 30. April 2010                                          |
| 2011 | My World       | DE22 (2 Wo.)DE | AT63 (1 Wo.)AT | — | Erstveröffentlichung: 21. Oktober 2011                                        |
| 2014 | Im Nebel       | — | — | — | Erstveröffentlichung: 30. Mai 2014                                            |
| 2017 | Zwischenwelten | — | — | — | Erstveröffentlichung: 31. März 2017                                           |

## Auszeichnungen
Echo

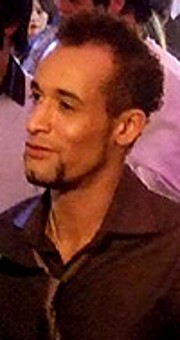
Echo ’07

- 2008: in der Kategorie „Newcomer des Jahres national“

Comet
- 2008: in der Kategorie „Bester Newcomer“
- 2009: in der Kategorie „Bester Künstler“
- 2010: in der Kategorie „Bester Künstler“

Sonstige
- 2007: Fleurop: in der Kategorie „Sommerhit-Voting“
- 2007: Jetix: in der Kategorie „Coolster Sänger“
- 2009: Verewigung am „Walk of Stars“ im Wiener Gasometer